# Jesse Niemeijer
Jesse Niemeijer is een Nederlandse literaire vertaler die uit het Ests naar het Nederlands vertaalt. In 2015 bracht hij zijn eerste vertaling uit, De man die de taal van de slangen sprak van de Estse fantasyauteur Andrus Kivirähk, waarbij medevertaler Frans van Nes hem begeleidde. Die vertaling leverde hem een nominatie voor de Europese Literatuurprijs van 2016 op, die dat jaar naar Zeldzame aarden van de Italiaanse auteur Sandro Veronesi ging. Zijn tweede vertaling, Tussen drie plagen van de Estse auteur Jaan Kross, kwam in 2018 uit en was een duovertaling met Frans van Nes.

## Vertalingen van Jesse Niemeijer
- Andrus Kivirähk: De man die de taal van de slangen sprak, 2015 (Ests: Mees, kes teadis ussisõnu, 2007)[4]
- Jaan Kross: Tussen drie plagen, vertaald in samenwerking met Frans van Nes, 2018 (Ests: Kolme katku vahel I-IV, 1970-1980)[5]

## Nominaties en prijzen
- Shortlist van de Europese Literatuurprijs 2016 met De man die de taal van de slangen sprak.